# Avatar: De Legende van Aang
Avatar: De Legende van Aang (oorspronkelijke titel: Avatar: The Last Airbender, titel voor Europese markt: Avatar: The Legend of Aang, kortweg: Avatar) is een in de Verenigde Staten geproduceerde animatieserie die wordt uitgezonden op Nickelodeon.
De serie werd vervaardigd door Michael Dante DiMartino en Bryan Konietzko in samenwerking met regisseur Aaron Ehasz. Het verhaal vindt plaats in een alternatieve wereld met Aziatische invloeden, waarin met bijzondere technieken uit vechtsporten de vier klassieke elementen gemanipuleerd kunnen worden. Deze elementen zijn de elementen die men terugvindt in Oost-Aziatische, Zuid-Aziatische en westerse culturen. De stijl van de tekeningen is een mix van traditionele anime en westerse tekenfilmstijl.
De serie volgt de avonturen van de protagonist Aang en zijn vrienden. Zij moeten de Vuurheer verslaan om de wereld zoals zij die kennen te redden. Op 21 februari 2005 werd de eerste aflevering uitgezonden in de VS. De serie werd in de VS op 19 juli 2008 afgesloten met een twee uur durende film.
De serie Avatar was populair bij zowel het publiek als de recensenten en scoorde hoge kijkcijfers, zelfs buiten de doelgroep van 6 - 11 jaar. Avatar: De Legende van Aang heeft o.a. een Annie Award, Genesis Award en Primetime Emmy Award gewonnen. Het succes van de eerste serie deed Nickelodeon besluiten ook nog een tweede en een derde seizoen te bestellen bij de makers.

## Setting
Avatar: De Legende van Aang speelt zich af in een wereld - grenzend aan een parallelle geestenwereld - die de thuisbasis is van mensen en hybride dieren. De menselijke beschaving is verdeeld in vier naties, genoemd naar de vier klassieke elementen: de Waterstam, het Aarderijk, de Vuurnatie en de Luchtnomaden. Elke natie heeft een onderscheidende samenleving waarin bepaalde mensen, bekend als "stuurders" (waterstuurders, aardstuurder, vuurstuurders en luchtstuurders), de mogelijkheid hebben om telekinetisch het element van hun natie te manipuleren en te controleren met behulp van vechtkunst. De avatar is de enige persoon die alle vier elementen kan beheersen.
De Avatar, die mannelijk of vrouwelijk kan zijn, is een internationale scheidsrechter. Het is zijn taak om de harmonie tussen de vier naties te handhaven en op te treden als bemiddelaar tussen mens en geest. Wanneer de Avatar sterft, wordt hun geest gereïncarneerd in de volgende Avatar. Deze zal uit de volgende natie komen in een vaste volgorde die bekend staat als de Avatar cyclus: Vuurnatie, Luchtnomaden, Waterstam en het Aarderijk. Een Avatar is nodig om elke stuurkunst te beheersen, beginnend met het element van hun thuisland, en vervolgens de anderen te leren in de volgorde van de Avatar cyclus, beginnend op de leeftijd van 16. Avatars bezitten ook het vermogen om een bekende toestand aan te gaan als de Avatar Trance, waarin ze de kennis en vaardigheden van alle vorige Avatars krijgen. Als de Avatar wordt gedood in de Avatar Trance houdt de Avatar op te bestaan.

## Samenvatting

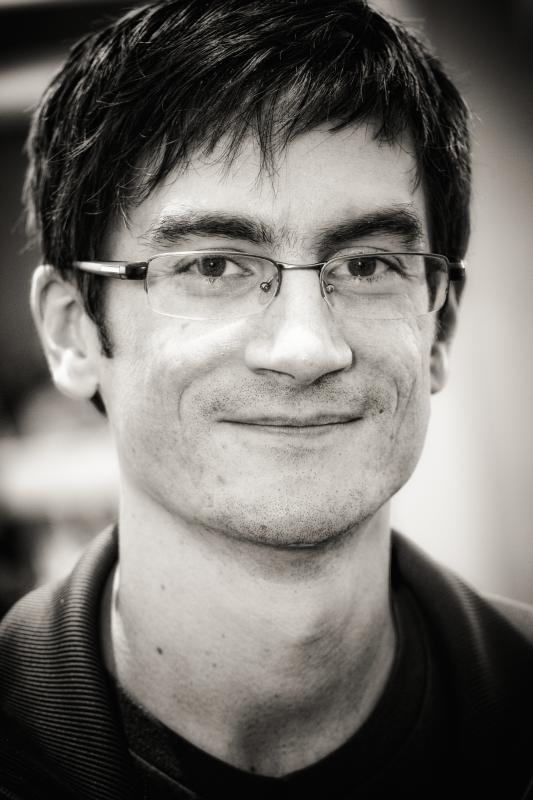

Meer dan een eeuw voordat de gebeurtenissen van de serie begonnen, ervoer de Vuurnatie een snelle industrialisatie, technologische vooruitgang en demografische veranderingen. Vuurheer Sozin, heerser van de Vuurnatie, plande een wereldoorlog om de rijkdom, het territorium en de invloed van zijn natie uit te breiden. Hij werd verhinderd zijn plannen uit te voeren door Avatar Roku, die werd geboren in de Vuurnatie. Na de dood van Roku werd de Avatar gereïncarneerd als een luchtmeester genaamd Aang. Omdat de Avatar nu een kind was, zag Sozin zijn kans en ging hij verder met zijn militante plannen. Op twaalfjarige leeftijd hoorde Aang dat hij de Avatar was vanwege de dreiging van Sozins oorlog. Bang voor zijn nieuwe verantwoordelijkheden en voor afzondering van zijn mentor Monnik Gyatso, vluchtte hij uit de Zuiderlijke Luchttempel op zijn vliegende bizon, Appa. Aang werd door een storm in de oceaan gedwongen; hij ging de Avatar Trance in. Aangs Avatargeest activeert zichzelf (zoals altijd in tijden van nood) en maakt een enorme Luchtbal, die bevriest waardoor Aang en Appa in een schijndood honderd jaar lang opgesloten zitten in een ijsberg bij de Zuidpool. Vuurheer Sozin, die weet dat de Avatargeest herboren zal worden bij de Luchtnomaden, voert een genocide uit op de Luchtnomaden tijdens de passage van eens per eeuw voorkomende komeet die de kracht van de vuurstuurders verhoogt en kan zo zijn wereldverovering voortzetten.
Ondertussen, terwijl de Vuurnatie zijn oorlog tegen de andere naties voortzet, vinden Katara, een veertien jaar oude waterstuurder van de Zuidelijke Waterstam, en haar oudere broer, Sokka, Aang en Appa. Aang leert over de oorlog en Katara en Sokka gaan met hem mee naar de Noordelijke Waterstam op de Noordpool, zodat hij en Katara beter leren watersturen. De terugkeer van Aang trekt de aandacht van prins Zuko en zijn oom Iroh. Zuko is de verbannen zoon van de huidige vuurheer Ozai, die alleen terug mag komen naar de Vuurnatie als hij de Avatar weet te vangen. Daarnaast wordt Aang achtervolgd door Zhao, een Vuurnatie-admiraal, die de gunst van Ozai wil winnen. Wanneer Aang de ruïnes van de Zuidelijke Luchttempel bezoekt, leert hij over de genocide tegen zijn volk. Tijdens de winterzonnewende ontmoet Aang de geest van zijn voorganger, Avatar Roku, en accepteert hij zijn verantwoordelijkheden als Avatar. Bij de Noordelijke Waterstam leren Aang en Katara geavanceerde waterstuurtechnieken van Meester Pakku, terwijl Sokka verliefd wordt op de dochter van het stamhoofd, prinses Yue. Tijdens de belegering van de Noordelijke Waterstam doodt Zhao de maangeest om zo een maansverduistering te veroorzaken en de waterstuurders van hun watersturingen te beroven, maar Aang sluit zich aan bij de oceaangeest om de vijandelijke vloot te verdrijven, terwijl Yue haar leven opoffert om de maangeest te doen herleven. Wanneer Ozai hoort over het verzet van zijn oudere broer Iroh tegen Zhao, stuurt hij zijn dochter Azula naar Iroh en Zuko.
Na het verlaten van de Noordelijke Waterstam blijft Katara lesgeven aan Aang in het watersturen terwijl de groep op zoek is naar een aardsturingsleraar. Ze ontmoeten Toph Beifong, een twaalfjarige, blinde aardmeester dat onafhankelijkheid wil van haar familie uit de hogere klasse. Achtervolgd door prinses Azula, beginnen Zuko en Iroh een nieuw leven in het Aarderijk als zwervers en vluchtelingen, zich vestigend in de hoofdstad Ba Sing Se. In een bibliotheek, bewaakt door de geest Wan Shi Tong, leren Aang en zijn groep dat een dreigende zonsverduistering hen de Vuurnatie kan laten stoppen voordat Sozin's Komeet arriveert. Buiten de bibliotheek wordt Appa gestolen door zandmeesters van de Hami stam. Ze reizen naar Ba Sing Se om de Aardkoning over deze informatie te informeren. In de stad zien ze dat de Aardkoning Kuei een schijnheerser is, gemanipuleerd door Long Feng, leider van de geheime politie: de Dai Li. Nadat de groep van Aang de politieke spellen van Long Feng heeft blootgelegd, wordt Toph gevangen maar ontsnapt door metaal te leren buigen. De Dai Li sluiten zich aan bij Azula om een staatsgreep te plegen in Ba Sing Se, en Zuko, die zijn tijd in Ba Sing Se heeft doorgebracht in een poging zijn identiteit onder ogen te zien, kiest de zijde van zijn zus Azula. Tijdens een confrontatie in de catacomben onder de oude stad, doodt Azula Aang met bliksem, waardoor de hoofdrolspelers gedwongen worden om zich terug te trekken  en het Aarderijk nu onder controle van de Vuurnatie te verlaten. Katara brengt Aang terug tot leven met water uit de geestenoase op de noordpool.

Aang komt uit een coma om vervolgens zijn vrienden en bondgenoten te vinden vermomd als soldaten op een Vuurnatie-schip, zich voorbereidend om de Vuurnatie Hoofdstad binnen te vallen tijdens de zonsverduistering. De invasie is aanvankelijk succesvol, maar Aang en zijn vrienden kunnen Ozai niet vinden en moeten zich terugtrekken. Als Zuko leert over het voornemen van zijn vader om het Aarderijk te vernietigen tijdens de terugkeer van Sozin's Komeet, begint hij zijn beslissing te betreuren en verlaat hij de Vuurnatie om zich bij Aang aan te sluiten en hem te leren vuursturen. Terwijl de komeet nadert, worstelt Aang, een pacifist, met de mogelijkheid dat hij Ozai moet doden om de oorlog te beëindigen. Terwijl hij, in afzondering, de geesten van zijn voorgangers raadpleegt voor advies, ontmoeten Katara en de anderen Iroh, die een geheim genootschap leidt dat de Orde van de Witte Lotus wordt genoemd. De Orde bevrijdt Ba Sing Se. Sokka, Toph en de krijger Suki vallen de luchtschepen van de Vuurnatie aan, terwijl Zuko en Katara Azula confronteren om te voorkomen dat ze wordt gekroond als de nieuwe Vuurheer. Als de komeet arriveert, confronteert Aang Ozai, maar kan de overhand niet krijgen totdat Ozai Aang's verbinding met de Avatar-trance in gang zet. Aang ontdoet Ozai van zijn vuurkracht. Zuko wordt gekroond tot de nieuwe Vuurheer en regelt een wapenstilstand die vrede in de wereld vestigt.

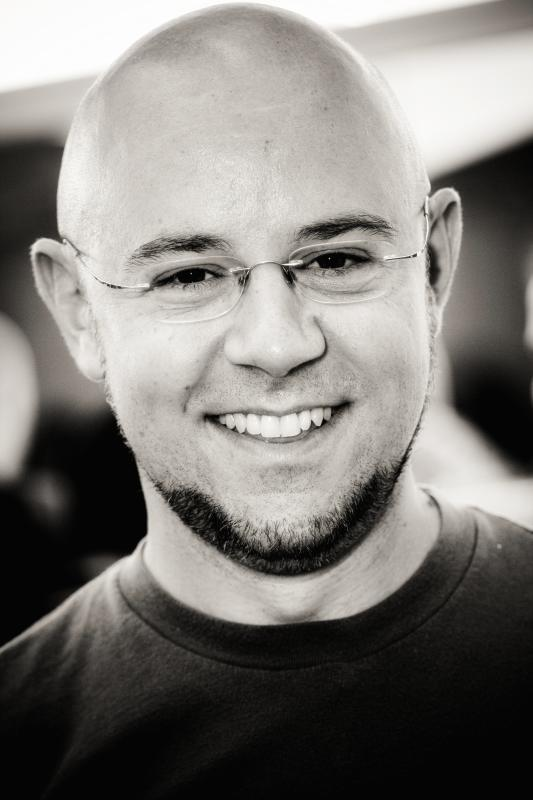
Michael DiMartino (boven) en Bryan Konietzko (onder), de bedenkers van de serie

## Ontwikkeling

### Creatie en productie
Avatar is een coproductie van Michael Dante DiMartino en Bryan Konietzko, beiden werkzaam bij Nickelodeon Animation Studios in Burbank, Californië. De animatie werd voornamelijk gedaan door de Zuid-Koreaanse studio's JM Animation, DR Movie en MOI Animation. Volgens Konietzko werd de serie begin 2001 bedacht toen hij een oude schets van een kalende man van middelbare leeftijd nam en de man als een kind voorstelde. Hij tekende het personage terwijl het bizons hoedde in de lucht en toonde de schets aan DiMartino, die een documentaire over ontdekkingsreizigers die op de Zuidpool vastzaten, aan het kijken was. Konietzko beschreef hun vroege ontwikkeling van het concept; "Er is een luchtman samen met deze watermensen gevangen in een besneeuwde woestenij ... en misschien worden ze door sommige vuurmensen onderdrukt". De twee presenteerden twee weken later het idee met succes aan Nickelodeon vicepresident en uitvoerend producent Eric Coleman.
De serie werd geïntroduceerd aan het publiek in een teaser-trailer op Comic-Con 2004, en ging in première op 21 februari 2005.
In een interview zei Konietzko: "Mike en ik waren echt geïnteresseerd in andere epische 'Legends & Lore'-fictie, zoals Harry Potter en Lord of the Rings, maar we wisten dat we een andere benadering van dat type genre wilden kiezen. Onze liefde voor Japanse anime, Hong Kong-actie en kungfu-cinema, yoga en oosterse filosofieën hebben ons geleid tot de eerste inspiratie voor Avatar: De Legende van Aang.

### Invloeden
De serie is opvallend vanwege het feit dat zij veel heeft geleend van Oost-Aziatische kunst en mythologie voor haar universum. De makers hebben culturele adviseurs Edwin Zane en kalligraaf Siu-Leung Lee in dienst genomen om te helpen bij het bepalen van de artdirection en setting. De karakterontwerpen zijn beïnvloed door Chinese kunst en geschiedenis, hindoeïsme, taoïsme en boeddhisme en yoga. Jeremy Zuckerman en Benjamin Wynn componeerden de muziek en het geluid van de serie; ze experimenteerden met een breed scala aan instrumenten, waaronder de guzheng, pipa en doedoek, passend bij de door Azië beïnvloede setting. De kunststijl van de fictieve locaties die in de serie worden gebruikt, zijn gebaseerd op echte locaties in Azië. Plekken zoals de Verboden Stad en de Chinese Muur in Beijing waren inspiratiebronnen voor de stad Ba Sing Se in het Aarderijk, en de locaties van Waterstammen waren gebaseerd op Inuit- en Sireniki-culturen. Volgens schrijver Aaron Ehasz waren vroege ontwerpen van de Vuurnatie gebaseerd op de Japanse cultuur. Om te voorkomen dat per ongeluk brede uitspraken worden gedaan, hebben ze veel locaties en mensen opnieuw ontworpen om meer "breed geïnspireerd" te zijn. Voor het definitieve ontwerp gingen de makers met een meer Chinese stijl voor de kleding en architectuur van de Vuurnatie. De Vuurtempel was bijvoorbeeld gebaseerd op de Gele Kraan Toren, omdat de vlamachtige architecturale elementen volgens de makers een perfect motief waren voor de Vuurnatie-architectuur.

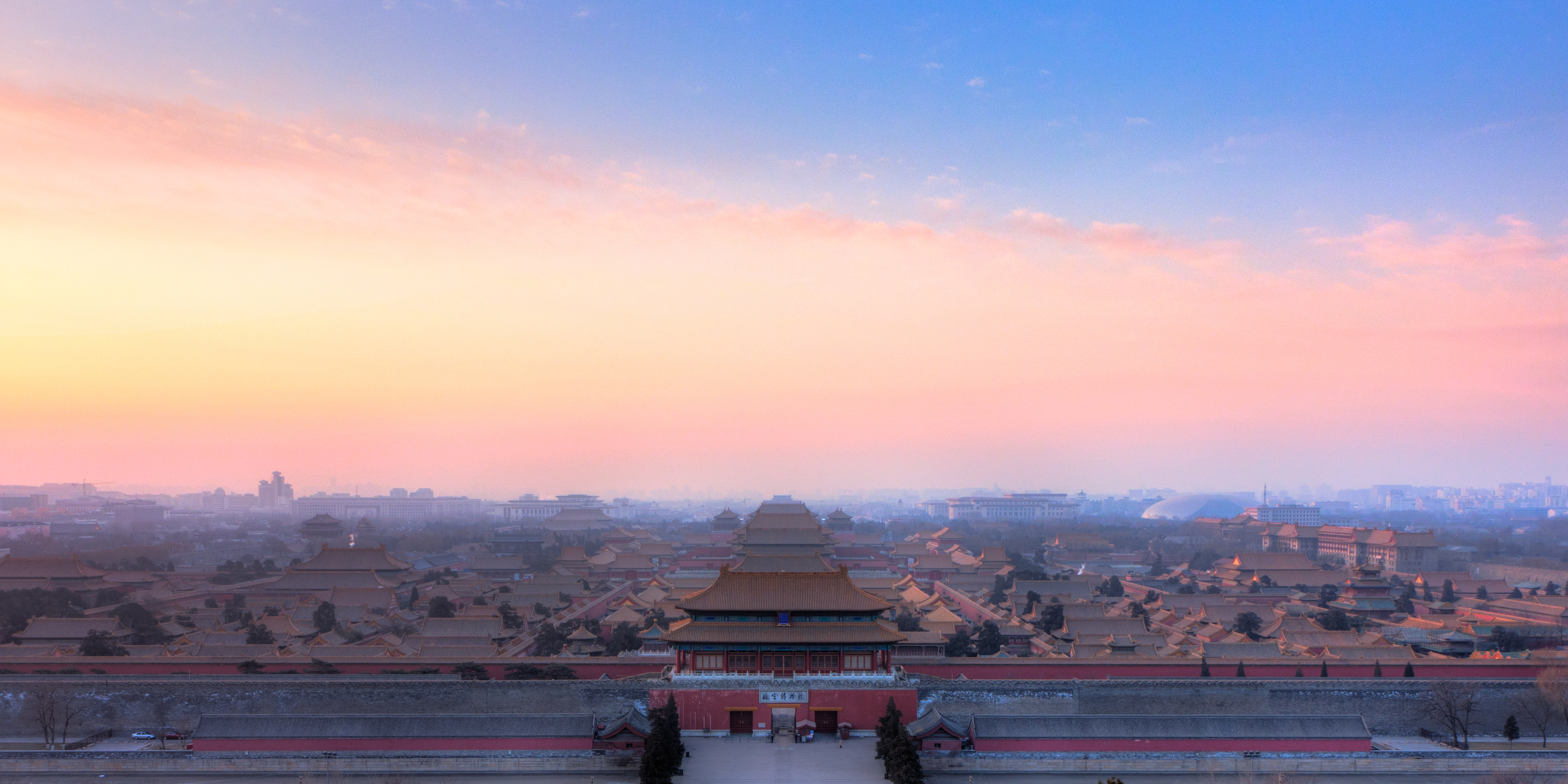
Fictieve locaties in de serie zijn gebaseerd op de architectuur en ontwerpen van echte locaties. De makers hebben bijvoorbeeld de stad Ba Sing Se gemodelleerd naar de Verboden Stad in China.

De vechtstijlen die door de personages van de serie worden gebruikt, zijn afgeleid van Chinese vechtsporten, waarvoor de filmmakers Sifu Kisu van de Harmonious Fist Chinese Athletic Association als consultant in dienst namen. Elke vechtstijl is uniek voor de "stuurders" die ze gebruiken of personages die zijn uitgelijnd op een bepaald element. Beoefenaars van "watersturen" gebruiken bijvoorbeeld bewegingen die worden beïnvloed door T'ai chi en die zich richten op uitlijning, lichaamsstructuur, ademhaling en visualisatie. Hung Gar was de inspiratie voor beoefenaars van "aardsturen" en werd gekozen vanwege zijn stevig gewortelde standpunten en krachtige stakingen als een weergave van de stevigheid van de aarde. Noordelijke Shaolin, dat sterke arm- en beenbewegingen gebruikt, werd gekozen om "vuursturen" te vertegenwoordigen. Ba Gua, die dynamische cirkelvormige bewegingen en snelle richtingsveranderingen gebruikt, werd gebruikt voor "luchtsturen". De Chu Gar Zuidelijke bidsprinkhaanstijl wordt beoefend door de aardstuurder Toph, die een unieke vechtstijl ontwikkelt als gevolg van haar blindheid. Aziatische films hadden invloed op de presentatie van deze vechtbewegingen.

### Spin-off
In 2012 kwam er een nieuwe serie die zich 70 jaar later afspeelt in dezelfde animatiewereld. De serie verscheen onder de naam De Legende van Korra en ging in april 2012 in Amerika in première, in Nederland was het programma sinds augustus 2012 te zien. De serie richt zich op een tienermeisje genaamd Korra die na het overlijden van Aang de nieuwe avatar wordt.

## Afleveringen
De serie bestaat uit 3 seizoenen. De seizoenen worden benoemd als "boek" en een aflevering wordt een "hoofdstuk" genoemd. De seizoenen zijn vernoemd naar de drie elementen die Aang nog moet leren, in volgorde van de Avatar-cyclus. Aang kan al Luchtsturen, dus het volgende element dat in de cyclus staat is water. Het eerste seizoen heet dan ook "Boek 1: Water". Het tweede element in de cyclus is aarde, vandaar de benaming "Boek 2: Aarde" voor het tweede seizoen. Het laatste element dat Aang nog moet leren is vuur, en het laatste seizoen heet dan ook "Boek 3: Vuur". De makers van de serie hebben nochtans geen plannen om nieuwe afleveringen te maken.

## Stemmen (Nederlands)
- Aang: Jimmy Lange
- Katara: Rosanne Thesing
- Sokka: Trevor Reekers
- Zuko: Sander van der Poel
- Toph: Melody Reekers
- Iroh, Ozai, Jeong Jeong: Rob van de Meeberg
- Azula: Marieke de Kruijf
- Ty Lee, Yue: Kirsten Fennis
- Zhao, Long Feng, Piandao, Wan Shi Tong, Guru Pathik, De Beuker/Het Rotsblok, Kuruk: Sander de Heer
- Shyu, De Mechanist, Arnook, Hakoda, Zei, Kuei, Pipsqueak: Fred Meijer
- Avatar Roku: Edward Reekers
- Gran Gran, Haru's moeder, De Zhang leider, Vrouw van Visserman: Marjolein Algera

## Spin-offs

### Promotie en merchandising

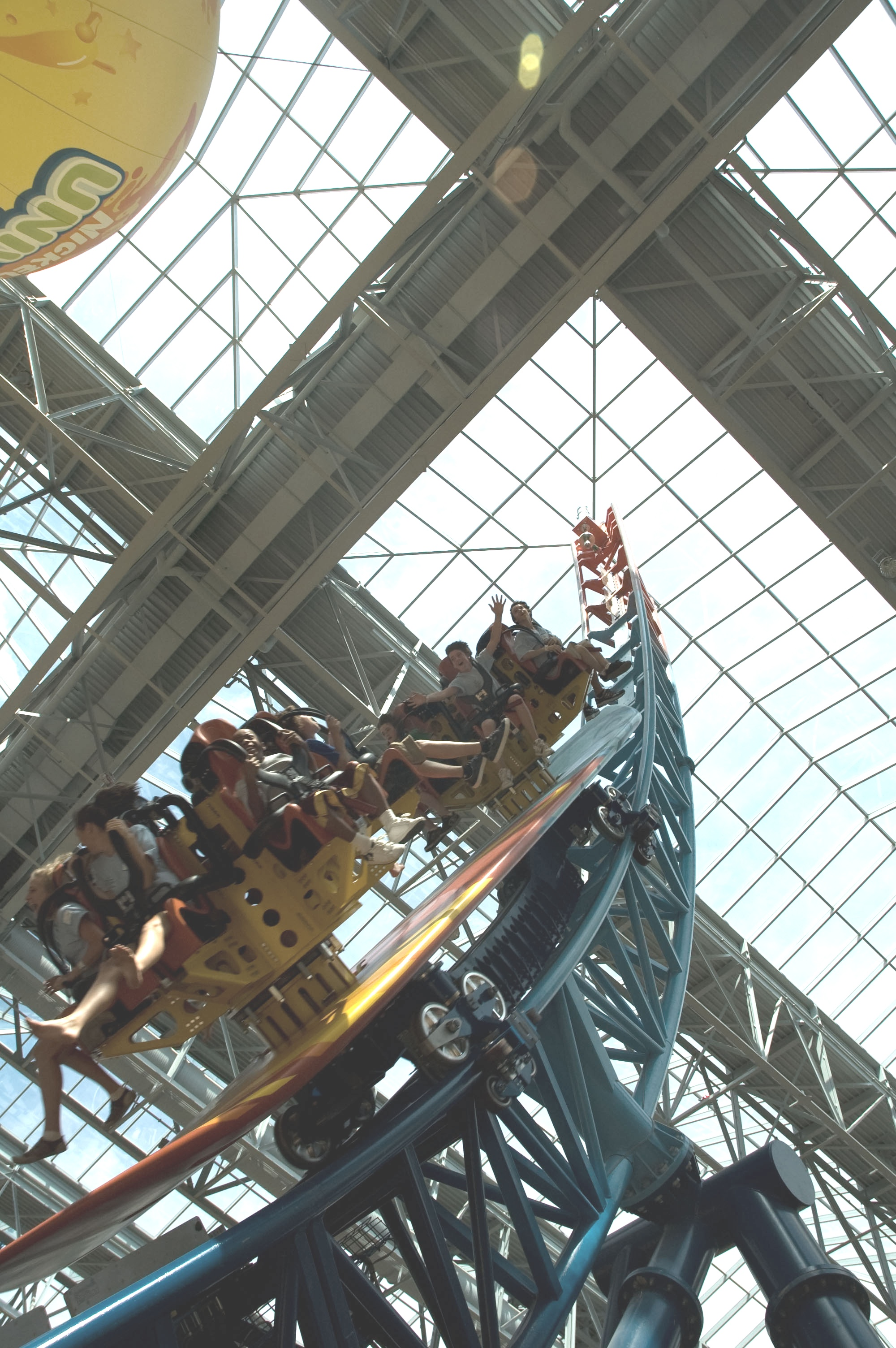
De "Avatar Airbender" rollercoaster in de Mall of America's Nickelodeon Universe

Het succes van Avatar heeft geleid tot een grootschalige merchandising. Onder andere Burger King en Upper Deck Entertainment hebben hieraan meegewerkt.
Er staat een op Avatar gebaseerde rollercoaster in Nickelodeon Universe in de Mall of America. Tijdens de originele uitzending van de serie publiceerde Nickelodeon twee speciale edities van Nick Mag Presents die geheel in het teken van de serie stonden. Verschillende stemacteurs en crewleden van de serie bezochten de San Diego Comic-Con in 2006.
Avatar heeft zijn eigen T-shirts, speelgoed en ruilkaartspel voortgebracht. Tevens bestaat er een cine-manga van de serie.
De door Mattel geproduceerde actiefiguurtjes van de serie werden bekritiseerd voor het feit dat er geen figuurtjes van de vrouwelijke personages werden gemaakt. Mattel gaf toe dat nu Katara een grote rol in de serie bleek te hebben, ze ook van haar een actiefiguurtje uit zouden brengen in 2007. Dit ging echter niet door daar de productie werd stopgezet.

### Film
Van het eerste seizoen van de serie is in juli 2010 een live-actionfilm verschenen getiteld The Last Airbender. De film is geregisseerd door M. Night Shyamalan. Het was de bedoeling dat er meerdere delen zouden komen. Maar door de tegenvallende reacties, is alleen boek 1 verfilmd.

### Videospelen
Van elk seizoen is er een videospel uitgebracht. Verder bestaat er een los spel voor Microsoft Windows. De spellen zijn speelbaar op de Wii, Nintendo DS, Gameboy Advance (alleen het eerste en tweede spel), pc, PlayStation 2 en Xbox 360. De spellen zijn:
- Avatar: The Legend of Aang
- Avatar: De Legende van Aang – De Brandende Aarde
- Avatar: The Last Airbender – Into the Inferno
- Avatar: Legends of the Arena
- Avatar: The Last Airbender - Quest for Balance

### Live-action serie
In september 2018 werd bekendgemaakt dat Netflix werkte aan een live-actionversie van de serie, hierin werd de van oorsprong animatieserie zo gelijk mogelijk nagemaakt met acteurs. Op 22 februari 2024 werd de achtdelige serie wereldwijd uitgebracht op de streamingsdienst.

## Prijzen en nominaties
| Prijs                                                             | Resultaat   |
| ----------------------------------------------------------------- | ----------- |
| 2005 Pulcinella Awards                                            |             |
| Best Action/Adventure TV Series                                   | Gewonnen    |
| Best TV Series                                                    | Gewonnen    |
| 33e jaarlijkse Annie Awards                                       |             |
| Best Animated Television Production                               | Genomineerd |
| Storyboarding in an Animated Television Production (The Deserter) | Gewonnen    |
| Writing for an Animated Television Production (The Fortuneteller) | Genomineerd |
| 34e jaarlijkse Annie Awards                                       |             |
| Character Animation in a Television Production (The Blind Bandit) | Gewonnen    |
| Directing in an Animated Television Production (The Drill)        | Gewonnen    |
| 2007 Genesis Awards                                               |             |
| Outstanding Children's Programming (Appa's Lost Days)             | Gewonnen    |
| Primetime Emmy Awards                                             |             |
| Outstanding Animated Program (City of Walls and Secrets)          | Genomineerd |
| Individual Achievement Award (Sang-Jin Kim for Lake Laogai)       | Gewonnen    |
| Nickelodeon Kids' Choice Awards 2008                              |             |
| Favorite Cartoon                                                  | Gewonnen    |
| Annecy 2008                                                       |             |
| TV Series                                                         | Genomineerd |